# Acura CL
Acura CL — 2-дверний 4-місний автомобіль з кузовом купе, який належить до представницького класу і виготовляється північноамериканським відділенням компанії Honda.

## Перше покоління

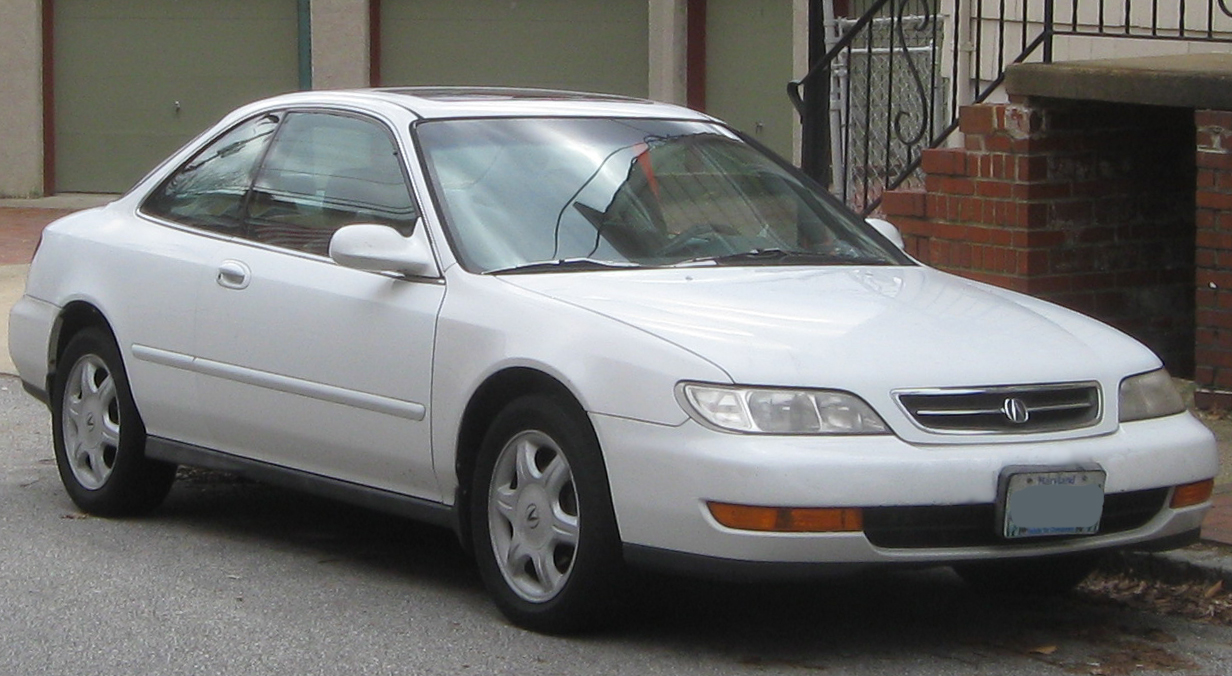
Acura CL І (1996-1997)

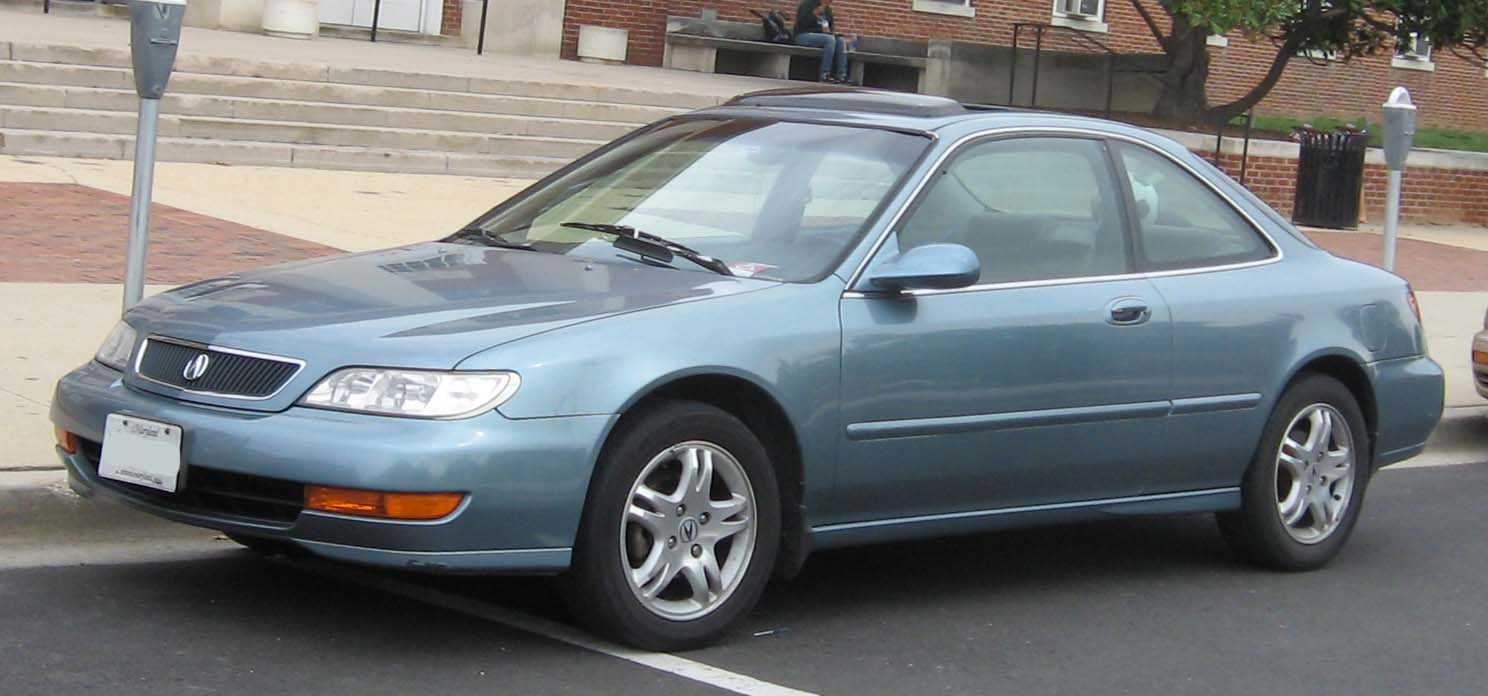
Acura CL І (1998-1999)

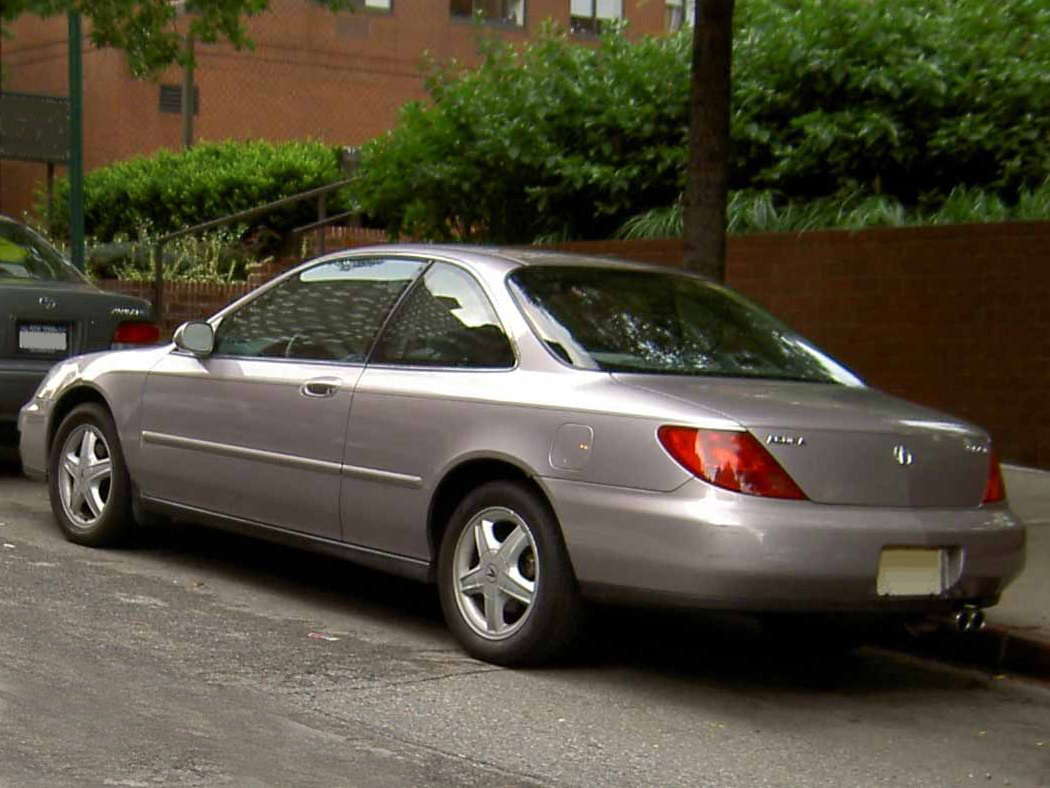

В 1997 році Acura випустили модель Acura CL з двигунами J30 V6, об'ємом 3,0 л і потужністю 200 к.с., і F22B1 I4, об'ємом 2,2 л і потужністю 145 к.с.
В 1998-1999 роки випускалися моделі з двигуном F23A1, об'єм якого складав 2,3 л, а потужність 150 л.с.
Моделі CL 1997-1999 років мали істотний недолік, пов'язаний з електронним механізмом відкривання вікон. Він часто приходить в несправність, тому виробнику постійно приходилося замінювати електромотори по гарантії і після її закінчення.

### Двигуни
- 2.2 л F22B1 I4
- 2.3 л F23A1 I4
- 3.0 л J30A1 V6

## Друге покоління

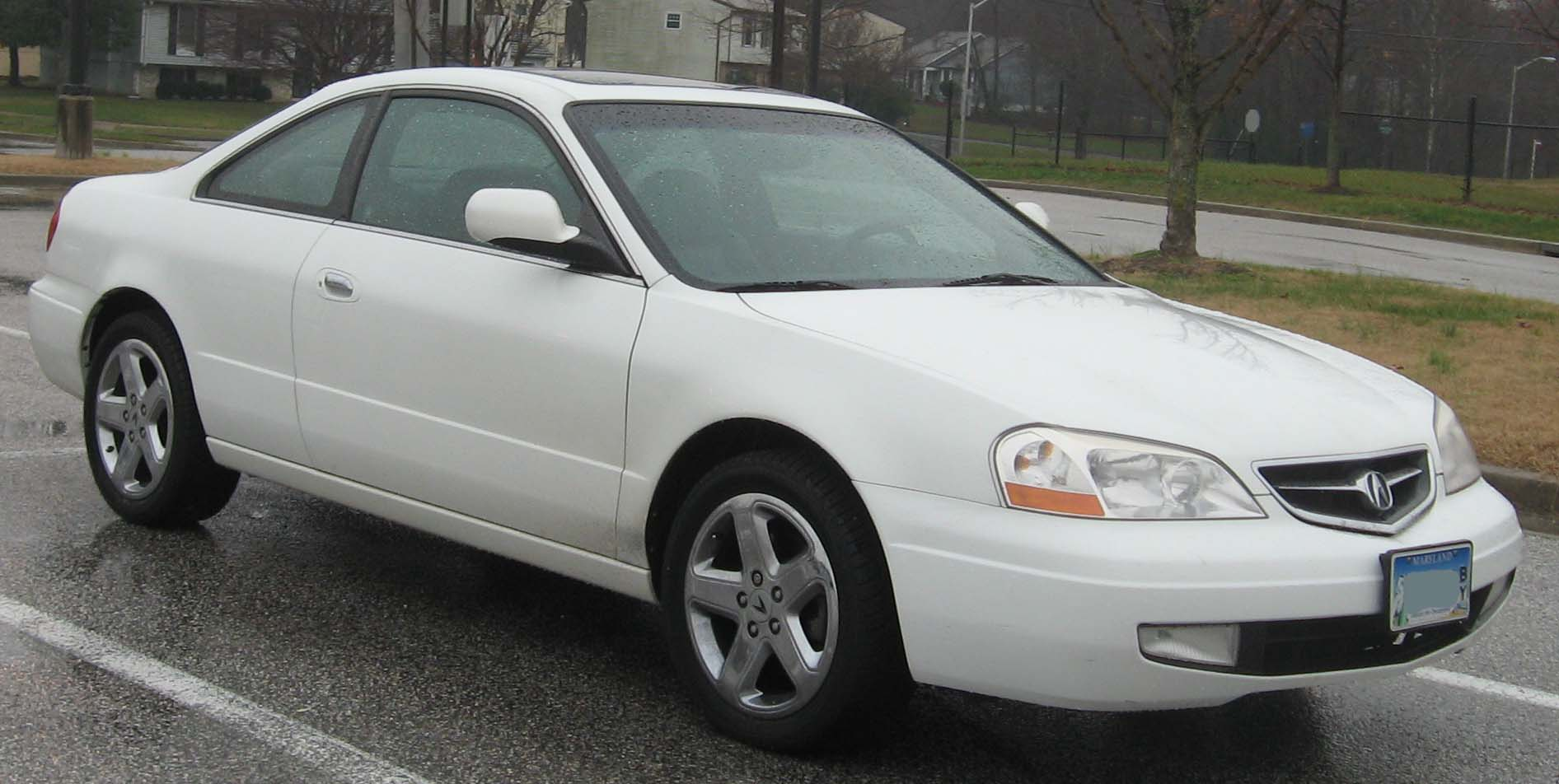
Acura CL ІІ (2000-2003)

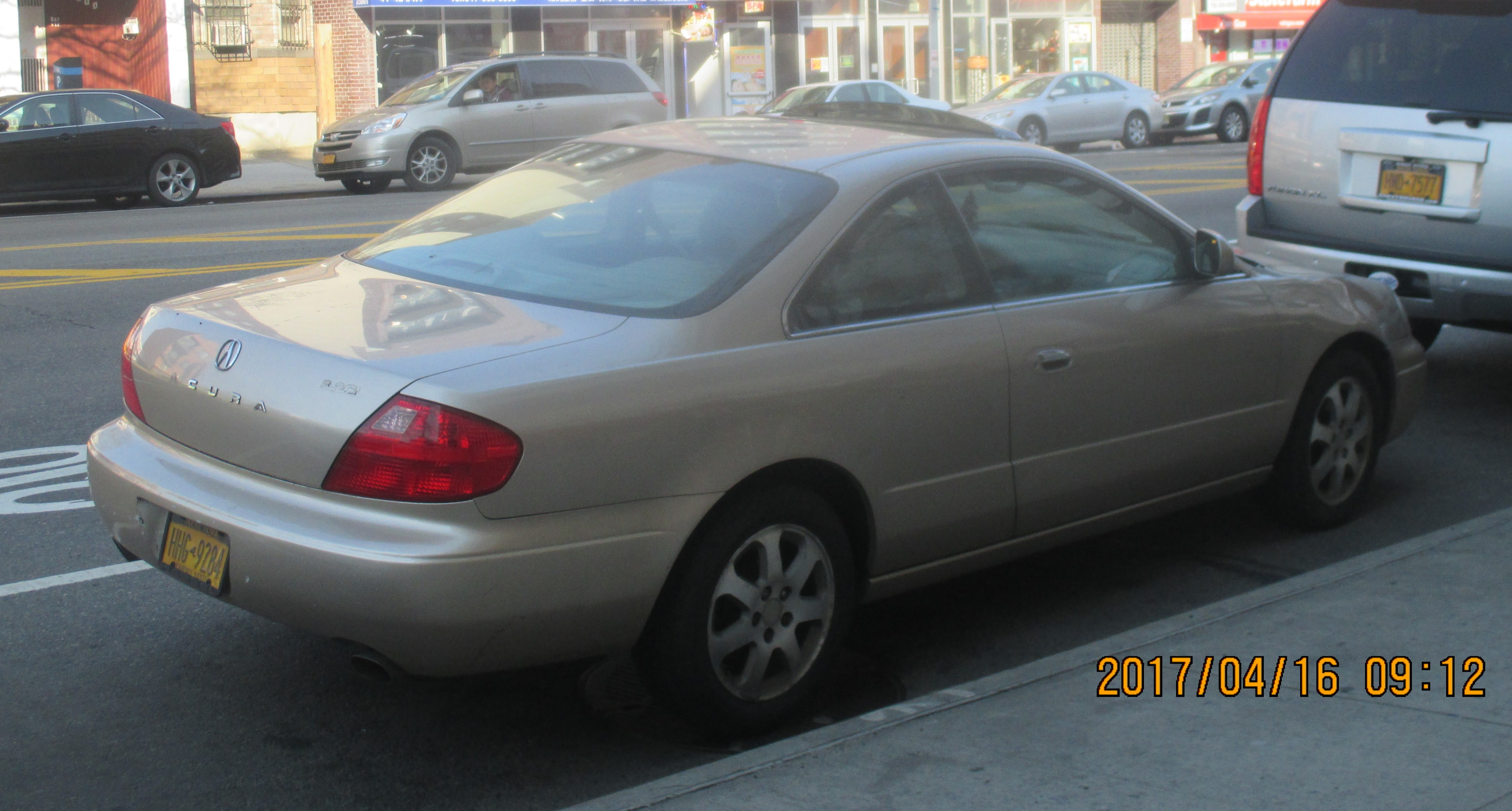

У 2000 році Acura випустила модель TL з новим дизайном. І хоча цього року CL не випустили, у березні був розроблений її новий дизайн, з яким автомобіль з'явився на ринку в кінці 2000 року. Окрім дизайну були вдосконалені технічні характеристики автомобіля, зокрема за рахунок нового 3,2-літрового двигуна SOHC VTEC J-series V6. В моделі Type-S встановлена навігаційна система, що придавала їй статус спортивного автомобіля. В той час як стандартна комплектація CL випускається з двигуном V6 потужністю 225 к.с., на Type-S встановлені мотор V6 потужністю 260 к.с., спеціальні 17" диски, більш жорстка підвіска, вдосконалена гальмівна система, і комфортабельні сидіння.
У 2002 році CL типу-S запропонували як модель 2003 року, з 6-ступінчастою механічною коробкою передач. Автомобіль з механічною коробкою передач мав незначні внутрішні відмінності. Крім того, сидіння з підігрівом мали тільки один температурний режим (проти двох в старій версії CL). Системи VSA і TCS також не сочетались з механікою.
В 2003 відбулися косметичні зміни CL. Дорожні/протитуманні фари, які були на 1-2 моделях, були видалені, і на їх місці були встановлені не функціональні повітродомоги. Решітка та ручки двері тепер були в корпусі кольору. Бокові дзеркала були також перепроектовані (з фарбованим склом), оскільки клієнти поскаржилися на надмірні аеродинамічні шуми. Передні фари тепер мали затемнену внутрішню частину, а в задній фари були безбарвні стекло сигналу повороту і заднього ходу.

### Двигуни
- 3.2 л J32A, J32A1 V6 225 к.с.
- 3.2 л J32A2 V6 260 к.с. (Type-S)